# Браун, Джейсон (футболист)
Дже́йсон Рой Бра́ун (англ. Jason Roy Brown; род. 18 мая 1982, Саутуарк, Лондон, Англия) — валлийский футболист, выступавший на позиции вратаря. Играл в национальной сборной Уэльса. В настоящее время тренер.

## Карьера
Начинал в английском клубе «Джиллингем». За пять лет, которые вратарь провел в клубе, Браун сыграл 126 матчей, после чего принял предложение клуба высшей лиги, «Блэкберн Роверс».
Однако пробиться в основу через ветерана Брэда Фриделя Джейсон так и не сумел. После этого голкипер отправился в аренду по клубам низших лиг, а в 2011 году подписал контракт с клубом высшей лиги Шотландии — «Абердином».